# Matriu ortogonal
En l'àmbit matemàtic de l'àlgebra lineal, una matriu ortogonal és una matriu quadrada a coeficients reals, tal que les seves columnes (i files) són vectors unitaris ortogonals. Això és el mateix que dir que formen una base ortonormal i, per això, alguns autors les anomenen matrius ortonormals. És a dir,
{\displaystyle Q^{\mathrm {T} }Q=QQ^{\mathrm {T} }=I,}
on I és la matriu identitat.
Una altra manera de descriure les matrius ortogonals és que són les matrius quadrades invertibles a coeficients reals que tenen la seva matriu inversa igual a la seva matriu transposada:
{\displaystyle Q^{\mathrm {T} }=Q^{-1}}.
Una matriu ortogonal també és unitària (Q−1 = Q∗) i, per tant, normal (Q∗Q = QQ∗) sobre els reals. El determinant de qualsevol matriu ortogonal és +1 o −1.
Com a transformació lineal, una matriu ortogonal preserva el producte escalar i, per tant, actua com una isometria d'espais euclidians, com ara una rotació o una reflexió. En altres paraules, és una transformació unitària.
El conjunt O(n,K) de matrius n×n ortogonals a coeficients en un cos K
{\displaystyle O(n,K)=\{M\in GL(n,K)|M^{\top }M=MM^{\top }=I_{n}\}}
(on I és la matriu identitat n×n) forma un grup multiplicatiu anomenat grup ortogonal, que és subgrup del grup lineal GL(n,K).
El subgrup del grup ortogonal amb matrius de determinant 1 s'anomena grup ortogonal especial i es denota SO(n,K).
L'anàleg als nombres complexos de les matrius ortogonals són les matrius unitàries.

## Generalitats
Una matriu ortogonal és la restricció als reals d'una matriu unitària i, per tant, és també una matriu normal. Encara que aquest article tracta només de matrius reals, la definició es pot emprar per a matrius a entrades en qualsevol cos. Tanmateix, les matrius ortogonals sorgeixen de manera natural a partir dels productes interiors, i en el cas dels nombres complexos, la definició porta al concepte de les matrius unitàries. Les matrius ortogonals conserven el producte interior, de tal manera que, per a vectors u, v qualssevol d'un espai euclidià real de dimensió n:
{\displaystyle {\mathbf {u} }\cdot {\mathbf {v} }=\left(Q{\mathbf {u} }\right)\cdot \left(Q{\mathbf {v} }\right)\,}
on Q és una matriu ortogonal. Per veure la connexió amb el producte interior, considerem un vector v d'un espai euclidià real de dimensió n. Escrit respecte a una base ortonormal, el quadrat de la longitud de v és vTv. Si una transformació lineal, en forma matricial escrita com Qv, conserva les longituds dels vectors, llavors
{\displaystyle {\mathbf {v} }^{\mathrm {T} }{\mathbf {v} }=(Q{\mathbf {v} })^{\mathrm {T} }(Q{\mathbf {v} })={\mathbf {v} }^{\mathrm {T} }Q^{\mathrm {T} }Q{\mathbf {v} }}.
Per tant, les isometries (rotacions, reflexions i les seves combinacions) lineals de dimensió finita produeixen matrius ortogonals. El recíproc també és cert: les matrius ortogonals impliquen transformacions ortogonals. Tot i això, l'àlgebra lineal inclou transformacions ortogonals entre espais que poden ser de dimensió infinita o bé de diferents dimensions, i en aquests casos no hi ha cap equivalent en l'àmbit de les matrius ortogonals.
Les matrius ortogonals són importants per diverses raons, tant teòriques com pràctiques. Les matrius ortogonals n×n formen un grup amb la multiplicació de matrius, el grup ortogonal denotat per O(n), el qual (juntament amb els seus subgrups) s'utilitza àmpliament en matemàtiques i en física. Per exemple, el grup puntual d'una molècula és un subgrup d'O(3). Com que les versions en coma flotant de les matrius ortogonals tenen propietats interessants, són un punt clau en molts algorismes d'àlgebra lineal numèrica, com en la descomposició QR. Un altre exemple és la normalització de la transformada cosinus discreta, utilitzada en la compressió MP3, que es representa mitjançant una matriu ortogonal.

## Exemples
A continuació es presenten alguns exemples de matrius ortogonals, juntament amb les seves possibles interpretacions:
- Transformació identitat: {\displaystyle {\begin{pmatrix}1&0\\0&1\\\end{pmatrix}}}
- Rotació de 16,26° (exemple d'una matriu de rotació): {\displaystyle R(16{,}26^{\circ })={\begin{pmatrix}\cos \theta &-\sin \theta \\\sin \theta &\cos \theta \\\end{pmatrix}}={\begin{pmatrix}0{,}96&-0{,}28\\0{,}28&\;\;\,0{,}96\\\end{pmatrix}}}
- Reflexió respecte l'eix de les x: {\displaystyle {\begin{pmatrix}1&0\\0&-1\\\end{pmatrix}}}
- Rotoinversió: eix (0,-3/5,4/5), angle 90°: {\displaystyle {\begin{pmatrix}0&-0{,}80&-0{,}60\\0{,}80&-0{,}36&\;\;\,0{,}48\\0{,}60&\;\;\,0{,}48&-0{,}64\end{pmatrix}}}

- Permutació dels eixos coordenats: {\displaystyle {\begin{pmatrix}0&0&0&1\\0&0&1&0\\1&0&0&0\\0&1&0&0\end{pmatrix}}}

- Matriu de Helmert de dimensió {\displaystyle n}:[2]

{\displaystyle {\begin{pmatrix}{\frac {1}{\sqrt {n}}}&{\frac {1}{\sqrt {n}}}&{\frac {1}{\sqrt {n}}}&{\frac {1}{\sqrt {n}}}&\cdots &{\frac {1}{\sqrt {n}}}&{\frac {1}{\sqrt {n}}}\\{\frac {1}{\sqrt {2}}}&-{\frac {1}{\sqrt {2}}}&0&0&\cdots &0&0\\{\frac {1}{\sqrt {6}}}&{\frac {1}{\sqrt {6}}}&-{\frac {2}{\sqrt {6}}}&0&\cdots &0&0\\{\frac {1}{\sqrt {12}}}&{\frac {1}{\sqrt {12}}}&{\frac {1}{\sqrt {12}}}&-{\frac {3}{\sqrt {12}}}&\cdots &0&0\\\vdots &\vdots &\vdots &\vdots &&\vdots &\vdots \\{\frac {1}{\sqrt {n(n-1)}}}&{\frac {1}{\sqrt {n(n-1)}}}&{\frac {1}{\sqrt {n(n-1)}}}&{\frac {1}{\sqrt {n(n-1)}}}&\cdots &{\frac {1}{\sqrt {n(n-1)}}}&-{\frac {n-1}{\sqrt {n(n-1)}}}\end{pmatrix}}}
S'utilitza en Estadística per fer una descomposició de la suma de quadrats en certes demostracions.

## Construccions elementals

### Dimensions inferiors
Les matrius ortogonals més simples són les matrius 1×1 {\displaystyle {\begin{pmatrix}1\end{pmatrix}}} i {\displaystyle {\begin{pmatrix}-1\end{pmatrix}}}, que es poden interpretar, respectivament, com la identitat i una reflexió de la recta real respecte l'origen.
Les matrius 2 × 2 tenen la forma
{\displaystyle {\begin{pmatrix}p&t\\q&u\end{pmatrix}}},
on la ortogonalitat ve definida per les següents tres equacions:
{\displaystyle {\begin{aligned}1&=p^{2}+t^{2},\\1&=q^{2}+u^{2},\\0&=pq+tu.\end{aligned}}}
Respecte la primera equació, podem escriure, sense pèrdua de generalitat, p = cos θ, q = sin θ; llavors es té t = −q, u = p o bé t = q, u = −p. Hom pot interpretar el primer cas com una rotació d'angle θ (on θ = 0 és la identitat), i el segon com una reflexió respecte una recta situada en un angle θ/2.
{\displaystyle {\begin{pmatrix}\cos \theta &-\sin \theta \\\sin \theta &\cos \theta \\\end{pmatrix}}} (rotació), {\displaystyle {\begin{pmatrix}\cos \theta &\sin \theta \\\sin \theta &-\cos \theta \\\end{pmatrix}}} (reflexió)
El cas especial de la matriu de reflexió amb θ = 90° genera una reflexió respecte la recta situada a 45° donada per y = x i, per tant, intercanvia x i y; és una matriu permutació, amb un 1 a cada columna i fila (i 0 altrament):
{\displaystyle {\begin{pmatrix}0&1\\1&0\end{pmatrix}}.}
La identitat també és una matriu permutació.
Una reflexió és la seva pròpia inversa, la qual cosa implica que una matriu de reflexió és simètrica (igual a la seva transposada), a més d'ortogonal. El producte de dues matrius de rotació és una matriu de rotació, i el producte de dues matrius de reflexió és també una matriu de rotació.

### Dimensions superiors
Independentment de la dimensió, sempre és possible classificar les matrius ortogonals com a purament rotacionals o no, però per a matrius de dimensió 3 × 3 o superior, les matrius no rotacionals poden tenir una estructura més complicada que les simples reflexions. Per exemple,
{\displaystyle {\begin{pmatrix}-1&0&0\\0&-1&0\\0&0&-1\end{pmatrix}}{\text{ i }}{\begin{pmatrix}0&-1&0\\1&0&0\\0&0&-1\end{pmatrix}}}
representen una simetria respecte l'origen i una rotoinversió respecte l'eix de les z.
{\displaystyle {\begin{pmatrix}\cos(\alpha )\cos(\gamma )-\sin(\alpha )\sin(\beta )\sin(\gamma )&-\sin(\alpha )\cos(\beta )&-\cos(\alpha )\sin(\gamma )-\sin(\alpha )\sin(\beta )\cos(\gamma )\\\cos(\alpha )\sin(\beta )\sin(\gamma )+\sin(\alpha )\cos(\gamma )&\cos(\alpha )\cos(\beta )&\cos(\alpha )\sin(\beta )\cos(\gamma )-\sin(\alpha )\sin(\gamma )\\\cos(\beta )\sin(\gamma )&-\sin(\beta )&\cos(\beta )\cos(\gamma )\end{pmatrix}}}
Les rotacions esdevenen més complicades en dimensions superiors; ja no es poden caracteritzar completament per un angle, i poden afectar més que un subespai pla. Hom acostuma a descriure una matriu de rotació 3 × 3 en termes d'un eix i un angle, però això només és suficient per a dimensió 3. En el cas de dimensió superior a 3, es necessiten dos o més angles, cadascun associat a un pla de rotació.
Tanmateix, hom pot establir operacions bàsiques per a permutacions, reflexions i rotacions, que es poden aplicar al cas general.

### Primitives
La permutació més elemental és una transposició, obtinguda a partir de la matriu identitat, i intercanviant dues files. Qualsevol matriu de permutació n×n es pot construir com a producte de no més de n − 1 transposicions.
Una reflexió de Householder es construeix a partir d'un vector v no nul com:
{\displaystyle Q=I-2{{\mathbf {v} }{\mathbf {v} }^{\mathrm {T} } \over {\mathbf {v} }^{\mathrm {T} }{\mathbf {v} }}}.
Aquí, el numerador és una matriu simètrica, mentre que el denominador és un nombre, el quadrat de la longitud de v. Això és una reflexió respecte l'hiperplà perpendicular a v. Si v és un vector unitari, llavors Q = I − 2vvT. Les reflexions de Householder s'acostumen a utilitzar per anul·lar la part inferior d'una columna. Qualsevol matriu ortogonal de dimensió n × n es pot construir com a producte de, com a molt, n reflexions de Householder.
Una rotació de Givens actua sobre un subespai bidimensional (pla) generat per dos eixos coordenats, i rotant un cert angle. S'acostuma a utilitzar per anul·lar una sola entrada de la subdiagonal d'una matriu. Qualsevol matriu de rotació de dimensió n×n es pot construir com a producte de, com a màxim, n(n − 1)/2 d'aquestes rotacions. En el cas de matrius 3 × 3, només són necessàries 3 rotacions; i ajustant la seqüpencia, hom pot descriure les matrius de rotació 3 × 3 (encara que no de manera unívoca) en termes dels 3 angles utilitzats, sovint anomenats angles d'Euler.
Una rotació de Jacobi té la mateixa forma que una rotació de Givens, però s'utilitza per anul·lar les dues entrades de fora de la diagonal d'una submatriu simètrica 2 × 2.

## Propietats

### Com a matrius
Una matriu quadrada real és ortogonal si i només si les seves columnes formen una base ortonormal de l'espai euclidià Rn amb el producte interior euclidià ordinari, que és el cas si i només si les seves files formen una base ortonormal de Rn. Contràriament al que es podria suposar, una matriu amb columnes ortogonals (no ortonormals) no formen una matriu ortogonal; només satisfan MTM = D, on D és una matriu diagonal.
El determinant de qualsevol matriu ortogonal és +1 o -1. Això és una conseqüència de les propietats dels determinants:
{\displaystyle 1=\det(I)=\det(Q^{\mathrm {T} }Q)=\det(Q^{\mathrm {T} })\det(Q)=(\det(Q))^{2}}.
El recíproc no és cert; si una matriu té determinant ±1, la matriu no té per què ser ortogonal, encara que les seves columnes siguin ortogonals, com mostra el següent contraexemple:
{\displaystyle {\begin{pmatrix}2&0\\0&{\frac {1}{2}}\end{pmatrix}}}.
En el cas de les matrius permutació, el determinant coincideix amb la paritat, que té un valor de +1 o −1 si la paritat de la permutació és, respectivament, parell o senar, ja que el determinant és una funció alternada de les seves files.
Addicionalment a la restricció del valor del determinant, una matriu ortogonal sempre és diagonalitzable sobre els nombres complexos, i els seus valors propis tenen tots mòdul 1.

### Com a grup
La inversa d'una matriu ortogonal també és ortogonal, així com el producte de dues matrius ortogonals. De fet, el conjunt de totes les matrius ortogonals n × n satisfà tots els axiomes d'un grup. És un grup de Lie compacte de dimensió n(n − 1)/2, anomenat grup ortogonal, i denotat per O(n).
Les matrius ortogonals amb determinant +1 formen un subgrup normal arc-connex de O(n) d'índex 2, el grup ortogonal especial SO(n) de rotacions. El grup quocient O(n)/SO(n) és isomorf a O(1), on l'aplicació projecció és [+1] o [−1], segons el determinant, Les matrius ortogonals amb determinant -1 no inclouen la identitat i, per tant, no formen un subgrup, sinó només una classe lateral; també és connex. Així, cada group ortogonal té dues components; i com que l'aplicació de projecció configura una successió exacta, O(n) és un producte semidirecte de SO(n) per O(1). A la pràctica, hom pot reformular aquests resultats dient que tota matriu ortogonal es pot generar prenent una matriu de rotació i possiblement canviant de signe una de les seves columnes. Si n és senar, llavors el producte semidirecte és, de fet, un producte directe, i qualsevol matriu ortogonal es pot formar a partir d'una matriu de rotació i possiblement canviant de signe totes les seves columnes. Això és una conseqüència de la propietat dels determinats: si es canvia de signe una columna, es canvia el signe del determinant, i si el canvia de signe un nombre senar de columnes, també es canvia de signe la totalitat del determinant.
Considerem ara les matrius ortogonals (n + 1) × (n + 1) on l'entrada inferior dreta és igual a 1. La resta de l'última columna (i de l'última fila) han de ser zeros, i el producte de dues matrius d'aquesta forma també compleix aquesta propietat. La resta de la matriu és una matriu ortogonal n × n; així, O(n) és un subgrup de O(n + 1) (i de tots els grups superiors).
{\displaystyle {\begin{pmatrix}&&&\vline &0\\&O(n)&&\vline &\vdots \\&&&\vline &0\\\hline 0&\cdots &0&\vline &1\end{pmatrix}}}
Com que una reflexió elemental en forma de matriu de Householder pot reduir qualsevol matriu ortogonal a aquesta forma definida, una successió d'aquestes reflexions pot transformar una matriu ortogonal en la matriu identitat; per tant, un grup ortogonal és un grup de reflexions. Es pot fixar l'última columna que sigui un vector ubitat qualsevol, i cada elecció proporciona una còpia diferent de O(n) dins O(n + 1); així, O(n + 1) és un fibrat sobre l'esfera unitat Sn amb la fibra O(n).
Anàlogament, SO(n) és un subgrup de SO(n + 1); i qualsevol matriu ortogonal especial es pot generar mitjançant rotacions planes de Givens emprant un procediment similar. L'estructura del fibrat es conserva: SO(n) ↪ SO(n + 1) → Sn. Una rotació dona com a resultat un 0 en la primera fila de l'última columna, i una successió de n−1 rotacions fa 0 les entrades de l'última columna (excepte l'última fila) d'una matriu de rotació n × n. Com que els plans estan fixats, cada rotació només té un grau de llibertat, el seu angle. Per inducció, SO(n) té
{\displaystyle (n-1)+(n-2)+\cdots +1=n(n-1)/2}
graus de llibertat, i O(n) en té el mateix nombre.
Les matrius de permutacions són més simples; no formen un grup de Lie, sinó un grup finit, el grup simètric Sn d'ordre n!. Pel mateix argument, Sn és un subgrup de Sn+1. Les permutacions parelles configuren el subgrup de les matrius permutació amb determinant +1, el grup alternant d'ordre n!/2.

### Forma canònica
Més en general, l'efecte de qualsevol matriu ortogonal realitza dues accions separades sobre subespais ortogonals de dimensió 2. És a dir, si Q és ortogonal especial, llavors hom pot trobar una matriu ortogonal P, un canvi de base (rotacional), que transforma Q a una forma diagonal per blocs:
{\displaystyle P^{\mathrm {T} }QP={\begin{pmatrix}R_{1}&&\\&\ddots &\\&&R_{k}\end{pmatrix}}} (n parell), {\displaystyle P^{\mathrm {T} }QP={\begin{pmatrix}R_{1}&&&\vline &\\&\ddots &&\vline &\\&&R_{k}&\vline &\\\hline &&&\vline &1\end{pmatrix}}} (n senar),
on les matrius R1, ..., Rk són matrius rotació 2 × 2, i on la resta d'entrades valen 0. Excepcionalment, un bloc de rotació pot ser diagonal, ±I. Així, canviant de signe una columna, si és necessari, i notant que una reflexió 2 × 2 diagonalitza a +1 i −1, tota matriu ortogonal es pot transformar en la forma
{\displaystyle P^{\mathrm {T} }QP={\begin{pmatrix}{\begin{matrix}R_{1}&&\\&\ddots &\\&&R_{k}\end{matrix}}&\vline &0\\\hline 0&\vline &{\begin{matrix}\pm 1&&\\&\ddots &\\&&\pm 1\end{matrix}}\\\end{pmatrix}}.}
Les matrius R1, ..., Rk proporcionen parells conjugats de valors propis que pertanyen a la circumferència unitària en el pla complex; per tant, aquesta descomposició confirma que tots els valors propis tenen valor absolut 1. Si n és senar, hi ha almenys un valor propi real, +1 o −1; per a una rotació 3 × 3, el vector propi associat amb el valor propi +1 és l'eix de rotació.

### Àlgebra de Lie
Suposem que les entrades de Q són funcions diferenciables de t, i que per a t = 0 tenim Q = I. Diferenciant la condició d'ortogonalitat {\displaystyle Q^{\mathrm {T} }Q=I} tenim ({\displaystyle {\dot {Q}}} representa la diferenciació respecte t):
{\displaystyle {\dot {Q}}^{\mathrm {T} }Q+Q^{\mathrm {T} }{\dot {Q}}=0}.
Avaluant a t = 0 (Q = I) tenim:
{\displaystyle {\dot {Q}}^{\mathrm {T} }=-{\dot {Q}}}.
En termes de grups de Lie, això significa que l'àlgebra de Lie d'un grup de matrius ortogonals consisteix en matrius antisimètriques. En l'altre sentit, la matriu exponencial de qualsevol matriu antisimètrica és una matriu ortogonal (de fet, ortogonal especial).
Per exemple, l'objecte de la física tridimensional anomenat velocitat angular és una rotació diferencial i, per tant, és un vector de l'àlgebra de Lie {\displaystyle {\mathfrak {so}}(3)} tangent a SO(3). Donat ω = (xθ, yθ, zθ), amb v = (x, y, z) un vector unitari, la forma matricial antisimètrica correcta de ω és:
{\displaystyle \Omega ={\begin{pmatrix}0&-z\theta &y\theta \\z\theta &0&-x\theta \\-y\theta &x\theta &0\end{pmatrix}}.}
L'exponencial d'aquesta expressió és la matriu ortogonal per a la rotació al voltant de l'eix v d'angle θ; si escrivim c = cos θ/2, s = sin θ/2,
{\displaystyle \exp(\Omega )={\begin{pmatrix}1-2s^{2}+2x^{2}s^{2}&2xys^{2}-2zsc&2xzs^{2}+2ysc\\2xys^{2}+2zsc&1-2s^{2}+2y^{2}s^{2}&2yzs^{2}-2xsc\\2xzs^{2}-2ysc&2yzs^{2}+2xsc&1-2s^{2}+2z^{2}s^{2}\end{pmatrix}}.}

## Àlgebra lineal numèrica

### Beneficis
L'anàlisi numèrica aprofita moltes de les propietats de les matrius ortogonals per al desenvolupament de l'àlgebra lineal numèrica. Per exemple, sovint és desitjable calcular una base ortonormal per a un espai, o un canvi de bases ortogonal; tots dos problemes prenen la forma de matrius ortogonals. El fet que les matrius ortogonals tinguin determinant ±1 i que tots els seus valors propis tinguin mòdul 1 és de gran ajuda pel que respecta a l'estabilitat numèrica. Una implicació és que el nombre de condició és 1 (que és el mínim possible), amb la qual cosa els errors de càlcul no es magnifiquen quan es multiplica per una matriu ortogonal. Per aquest motiu, molts algorismes utilitzen matrius ortogonals com és reflexions de Householder o les rotacions de Givens. També és de gran ajuda que una matriu ortogonal no només és invertible, sinó que el seu càlcul és extremadament senzill (només cal transposar-la).
Les permutacions són essencials per a l'èxit de molts algorismes, incloent la costosa eliminació gaussiana amb pivotatge parcial (on les permutacions realitzen el pivotatge). Tanmateix, rarament apareixen explícitament com a matrius; la seva forma especial permet representar-les d'una manera més eficient, com una llista d'n índexs.
Anàlogament, els algorismes que utilitzen matrius de Householder i de Givens acostumen a utilitzar mètodes específics per a la multiplicació i l'emmagatzematge. Per exemple, una rotació de Givens afecta només dues files de la matriu que multiplica, passant així d'una multiplicació completa d'ordre n3 a una multiplicació molt més eficient d'ordre n.

### Descomposicions
Moltes descomposicions de matrius tenen a veure amb matrius ortogonals, entre elles:
Descomposició QRM = QR, amb Q ortogonal, i R triangular superior.
Descomposició en valors singularsM = UΣVT, on U i V són ortogonals, i Σ és diagonal no negativa.
Descomposició en valors propis d'una matriu simètrica (descomposició segons el teorema espectral)S = QΛQT, amb S simètrica, Q ortogonal, i Λ diagonal.
Descomposició polarM = QS, amb Q ortogonal, i S simètrica i definida no negativa.

#### Exemples
Considerem un sistema d'equacions lineals sobredeterminat, com per exemple en el cas de mesuraments repetits d'un fenomen físic, per tal de compensar els errors experimentals. Escrivim Ax = b, on A és m × n, m > n.
Una descomposició QR redueix A a una matriu triangular superior R. Per exemple, si A és 5 × 3, llavors R té la forma
{\displaystyle R={\begin{pmatrix}\star &\star &\star \\0&\star &\star \\0&0&\star \\0&0&0\\0&0&0\end{pmatrix}}.}
El problema dels mínims quadrats consisteix a trobar x que minimitzi ‖Ax − b‖, la qual cosa és equivalent a projectar b al subespai generat per les columnes de A. Suposant que les columnes de A (i, per tant, també de R) són independents, la solució projecció es pot trobar resolent ATAx = ATb. Ara, ATA és quadrada (n × n) i invertible, i també és igual a RTR. Però els zeros de la part inferior de R no intervenen en el producte, que per tant també té una factorització en un component triangular inferior i un altre de triangular superior, com en l'eliminació gaussiana (factorització de Cholesky). Aquí, la propietat de ser ortogonal és important no només per reduir ATA = (RTQT)QR a RTR, sinó també per poder trobar una solució sense magnificar els errors numèrics.
En el cas que un sistema lineal sigui subdeterminat, o bé tinguem una matriu no invertible, també és útil la descomposició en valors singulars. Si factoritzem A com UΣVT, una solució adient utilitza la pseudoinversa de Moore-Penrose, VΣ+UT, on Σ+ substitueix cada entrada no nul·la de la diagonal amb el seu recíproc. Llavors x és igual a VΣ+UTb.
El cas d'una matriu quadrada invertible també té interès. Suposem, per exemple, que A és una matriu rotació 3 × 3 calculada mitjançant diverses rotacions. L'aritmètica en coma flotant introdueix erros numèrics en el procés de càlcul, així que A ha perdut gradualment la seva ortogonalitat. Una aplicació del procés de Gram-Schmidt podria ortogonalitzar les seves columnes, pèro no és el procediment més fiable, ni el més efiicent, ni el més invariant. La descomposició polar factoritza una matriu en dos factors, un dels quals és l'única matriu ortogonal més propera a la matriu donada, o una de les més properes si la matriu original és singular (hom pot donar una mesura de proximitat mitjançant qualsevol norma matricial invariant per un canvi ortogonal de bae, com la norma espectral o la norma de Frobenius). Per a una matriu quasiortogonal, hom pot aconseguir una convergència ràpida al factor ortogonal, aplicant un "mètode de Newton" creat per Higham (1986) (1990), que pren repetidament la mitjana de la matriu amb la seva inversa transposada. Dubrulle (1994) ha publicat un mètode d'acceleració amb un test de convergència.
Per exemple, considerem una matriu no ortogonal per al qual l'algorisme inicial requereix 7 passos:
{\displaystyle {\begin{pmatrix}3&1\\7&5\end{pmatrix}}\rightarrow {\begin{pmatrix}1{,}8125&0{,}0625\\3{,}4375&2{,}6875\end{pmatrix}}\rightarrow \cdots \rightarrow {\begin{pmatrix}0{,}8&-0{,}6\\0{,}6&0{,}8\end{pmatrix}}}
i que l'acceleració el redueix a 2 passos (amb γ = 0,353553; 0,565685).
{\displaystyle {\begin{pmatrix}3&1\\7&5\end{pmatrix}}\rightarrow {\begin{pmatrix}1{,}41421&-1{,}06066\\1{,}06066&1{,}41421\end{pmatrix}}\rightarrow {\begin{pmatrix}0{,}8&-0{,}6\\0{,}6&0{,}8\end{pmatrix}}}
Gram-Schmidt proporciona una solució pitjor, ja que dona una distància de Frobenius de 8,28659 en comptes del mínim 8,12404.
{\displaystyle {\begin{pmatrix}3&1\\7&5\end{pmatrix}}\rightarrow {\begin{pmatrix}0{,}393919&-0{,}919145\\0{,}919145&0{,}393919\end{pmatrix}}}

### Aleatorització
Algunes aplicacions numèriques, com els mètodes de Montecarlo i l'exploracio d'espais de dades de dimensions superiors, requereixen la generació de matrius ortogonals aleatòries amb distribució uniforme. En aquest context, es defineix "uniforme" en termes de la mesura de Haar, que essencialment requereix que la distribució no canviï si es multuplica per qualsevol matriu ortogonal escollida lliurement. El procés d'ortogonalització de matrius amb entrades aleatòries distribuïdes uniformement de manera independent no proporciona un conjunt de matrius ortogonals distribuïdes uniformement, però la descomposició QR d'entrades aleatòries normalment sí que ho fa, sempre que la diagonal de R contingui només entrades positives. Stewart (1980) va substituir aquesta idea amb una de més eficient que posteriorment Diaconis & Shahshahani (1987) va generalitzar com l'"algorisme de subgrups". Per generar una matriu ortogonal (n + 1) × (n + 1), hom pren una matriu ortogonal n × n i un vector unitari uniformement distribuït de dimensió n + 1. Es construeix una reflexió de Householder a partir del vector, i s'aplica a la matriu petita (submergida en la matriu gran amb una entrada 1 a la cantonada inferior dreta).

### Matriu ortogonal més propera
El problema de trobar la matriu ortogonal {\displaystyle Q} més propera a una matriu donada {\displaystyle M} està relacionat al problema de Procustes ortogonal. Existeixen diferents mètodes per tal d'arribar a l'única solució; el més simple és prendre la descomposició en valors singulars de {\displaystyle M} i substituir els valors singulars amb valors 1. Un altre mètode expressa la solució {\displaystyle R} de manera explícita, però necessita l'ús d'una arrel quadrada d'una matriu:
{\displaystyle Q=M(M^{\mathrm {T} }M)^{-{\frac {1}{2}}}}
Això es pot combinar amb el mètode babilònic per extraure l'arrel quadrada d'una matriu, per tal de donar una recurrència que convergeixi a una matriu ortogonal en temps quadràtic:
{\displaystyle Q_{n+1}=2M(Q_{n}^{-1}M+M^{\mathrm {T} }Q_{n})^{-1}}
on {\displaystyle Q_{0}=M}. Aquestes iteracions són estables sempre que el nombre de condició de {\displaystyle M} sigui més petit que 3.

## Matrius rectangulars
Si Q no és una matriu quadrada, llavors les condicions QTQ = I i QQT = I no són equivalents. La condició QTQ = I significa que les columnes de Q són ortonormals. Això només pot succeir si Q és una matriu m × n amb n ≤ m. Anàlogament, QQT = I significa que les files de Q són ortonormals, la qual cosa necessita que n ≥ m.
No existeix una terminologia homogènia per a aquest tipus de matrius. De vegades se les anomena "matrius ortonormals", de vegades "matrius ortogonals" i de vegades simplement "matrius amb files/columnes ortonormals".